# بقايا مستعر

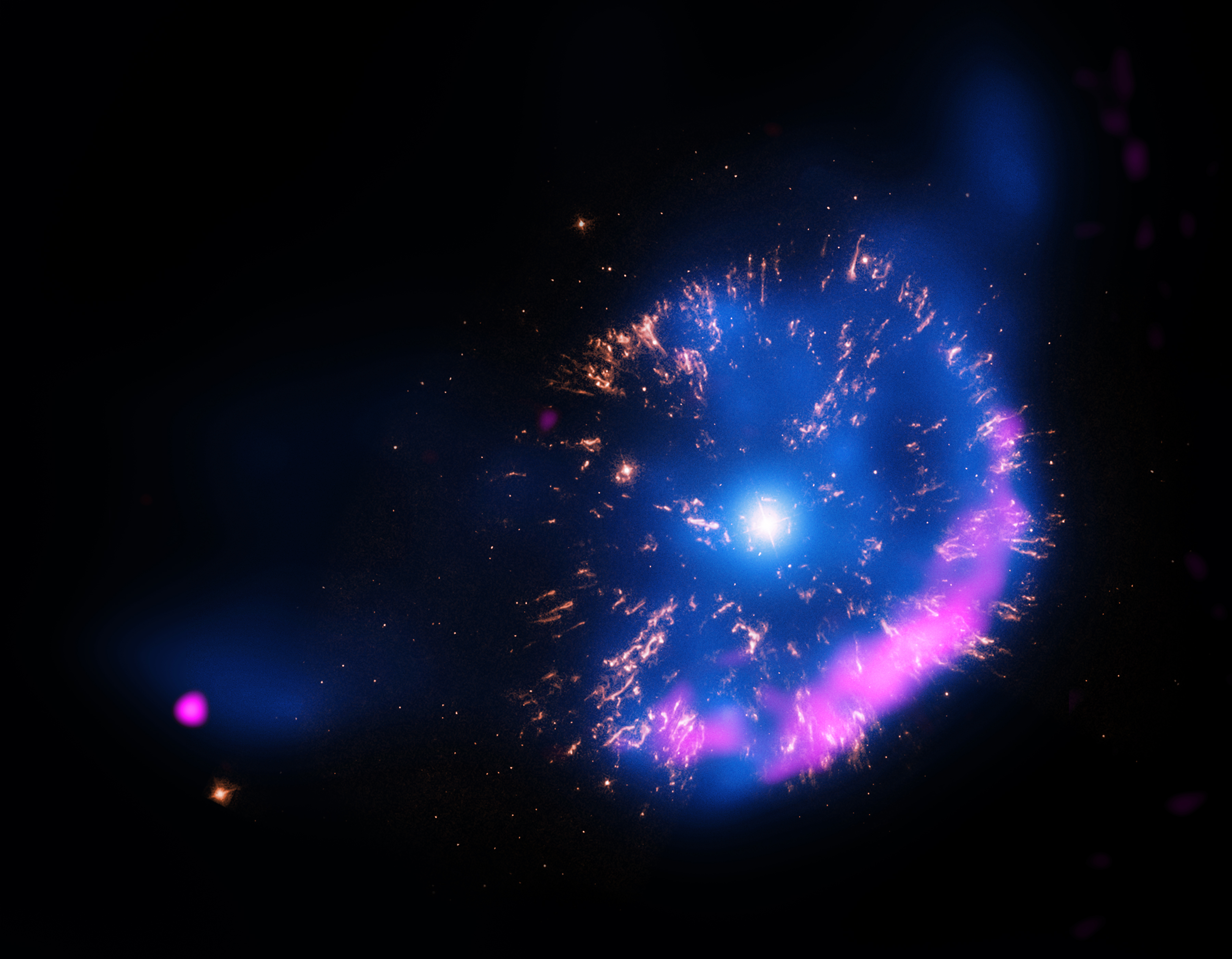
بقايا مستعر انفجر في 1901

بقايا مستعر، هي بقايا معدنية نتجت من انفجار مستعر، أو قد تكون متشكلة من الغازات التي كانت تحيط بالنجم قبل انفجاره، لهذه البقايا سرعة تقدر بنحو الف كيلومتر بالثانية، وتبلغ أعمارها بضعة قرون لا غير. بسبب عمرها القصير للغاية فإن وقت وصول الضوء لنا يعني غالباً أنها قد تلاشت وتفككت بنيتها وتناثرت. بقايا المستعر أقل بكثير من بقايا المستعر الأعظم أو السديم الكوكبي.

## اقرأ أيضا
- ذات الكرسي A
- مستعر أعظم 1572